# Temperatura d'autoignició
La temperatura d'autoignició d'una substància és la temperatura mínima per la qual aquesta combustionarà espontàniament, a una pressió atmosfèrica normal i sense una font externa d'ignició (com una flama o una guspira).
Aquesta és necessària per aconseguir-se l'energia d'activació suficient per a iniciar la combustió en el mateix material. La temperatura serà menor a mesura que la pressió o la concentració d'oxigen augmenta. També disminuirà amb la presència de catalitzadors com la pols d'òxid de ferro.

## Equació d'autoignició
El temps {\displaystyle t_{ig}\,} que és necessari perquè un element aconsegueixi la temperatura d'autoignició {\displaystyle T_{ig}\,} quan és exposat a un flux de calor {\displaystyle q''\,} és donat per la següent equació
{\displaystyle t_{ig}=\left({\frac {\pi }{4}}\right)\left(k\rho c\right)\left[{\frac {T_{ig}-T_{o}}{q''}}\right]^{2}}
on k és igual a la conductivitat tèrmica (W/(m·K)), ρ és igual a la densitat (kg/m³), i c és igual a la capacitat de calor específica (J/(kg·K)) de l'element estudiat. {\displaystyle T_{o}\,} és la temperatura, en kèlvins, a la qual l'element comença a combustionar, i {\displaystyle q''\,} és el flux de calor (W/m²) aplicat a l'element.

## Temperatura d'autoignició per a determinades substàncies
Les temperatures poden variar àmpliament segons les fonts, i han de ser preses com estimacions. Els factors que poden causar la variació inclouen la pressió parcial d'oxigen, l'altitud, la humitat i la quantitat de temps necessari per a la ignició.
- Triethylborane: -20 °C
- Silà: < 21 °C
- Fòsfor blanc: 34 °C
- Sulfur de carboni: 90 °C
- Dietilèter: 160 °C[3]
- Gasoli: 210 °C
- Gasolina: 246-280 °C[4] (depenent de la graduació)
- Etanol: 363 °C[1]
- Butà: 405 °C[5]
- Paper: 450 °C[6] o 218-246 °C[7]
- Magnesi: 473 °C
- Hidrogen: 500[8] -536 °C[9]
- Metà: 537 °C[1]

Per al paper, hi ha considerables variacions entre les fonts, en part perquè es triga més temps per a la seva combustió al començar a temperatures més baixes.